# 伊藤恭彦
伊藤 恭彦（いとう やすひこ、1961年4月3日 - ）は、日本の政治学者。専門は政治哲学。名古屋市立大学人文社会学部教授、博士（法学）（大阪市立大学）。

## 経歴
愛知県名古屋市昭和区生まれ。愛知県立松蔭高等学校卒業。1984年岡山大学法学部卒業。岡山大学大学院法学研究科博士前期課程を経て、1990年大阪市立大学大学院法学研究科単位取得退学。岡山大学時代には岩間一雄 (政治学者)、大阪市立大学博士課程では加茂利男の指導を受ける。2007年に大阪市立大学で博士（法学）を取得（論文タイトルは『多元的世界の政治哲学：ジョン・ロールズと政治哲学の現代的復権』）。
静岡大学人文学部講師・助教授・教授を経て、名古屋市立大学人文社会学部教授。2014年から名古屋市立大学理事、教育担当副学長。
『貧困の放置は罪なのか――グローバルな正義とコスモポリタニズム』で、2011年度日本公共政策学会学会賞（著作賞）受賞。

## 人物
熱狂的な中日ドラゴンズファンでもある。そのため、出版社からドラゴンズ関連のインタビューを受けたこともある。（「中日ドラゴンズ伝説」“落合監督が体現する「資本主義のトレンド」と「近未来型政治」”オークラ出版、2008年）

## 著書

### 単著
- 『多元的世界の政治哲学――ジョン・ロールズと政治哲学の現代的復権』（有斐閣, 2002年）
- 『貧困の放置は罪なのか――グローバルな正義とコスモポリタニズム』（人文書院　2010年）
- 『ブックガイドシリーズ基本の30冊　政治哲学』（人文書院　2012年）
- 『さもしい人間――正義をさがす哲学』（新潮新書　2012年）

### 共著
- （加茂利男・大西仁・石田徹）『現代政治学』（有斐閣, 1998年／新版, 2003年／第3版, 2007年）

### 共編著
- （有賀誠・松井暁）『ポスト・リベラリズム――社会的規範理論への招待』（ナカニシヤ出版, 2000年）
- （有賀誠・松井暁）『現代規範理論入門――ポスト・リベラリズムの新展開』（ナカニシヤ出版, 2004年）
- （有賀誠・松井暁）『ポスト・リベラリズムの対抗軸』（ナカニシヤ出版, 2007年）

### 訳書
- L・マーフィー／T・ネーゲル『税と正義』（名古屋大学出版会, 2006年）
- デイヴィッド・ミラー『国際正義とは何か――グローバル化とネーションとしての責任』、風行社、2011